# Musée du quai Branly
El Musée du quai Branly situat a París, França, és un museu dissenyat per l'arquitecte francès Jean Nouvel per mostrar les arts i cultures indígenes d'Àfrica, Àsia, Oceania i les Amèriques. La col·lecció del museu comprèn més d'un milió d'objectes (objectes etnogràfics, fotografies, documents, etc.), dels quals 3.500 estan exposats en qualsevol moment, ja sigui en exposicions temàtiques permanents o temporals.
Una selecció d'objectes del museu també s'exhibeix al Pavillon des Sessions del Louvre.